# クリスティアン・ツィーゲ
クリスティアン・ツィーゲ（Christian Ziege, 1972年2月1日 - ）は、西ドイツ・西ベルリン出身の元ドイツ代表サッカー選手、サッカー指導者。現役時代のポジションは主に左サイドバック、左サイドハーフ。

## クラブ経歴

### キャリア初期
1990年にFCバイエルン・ミュンヘンでトップデビューを飾り、豊富な運動量とドリブル突破で主力として活躍。2度のリーグ優勝に貢献した後、1997-98シーズンにセリエA・ACミランへ移籍。翌シーズンにはスクデット獲得を果たすものの、左サイドのポジションをアンドレス・グリエルミンピエトロに奪われ渡英する。

### イングランド時代
1999-00シーズンにはミドルズブラFCでプレーし、クラブの年間最優秀選手に選出された。2000年夏にリヴァプールFCと契約するが、この際の移籍金550万ポンドに関してミドルズブラが不服を申し立てる。最終的に高等法院からこの移籍は認められ、2000年9月9日のマンチェスター・シティFC戦でスティーヴン・ジェラードとの交代でデビュー。2000-01シーズンのトレブルを経験した。
しかし膝の負傷やジェイミー・キャラガーの台頭によりレギュラーの座を掴めず、トッテナム・ホットスパーFCへ加入。キャプテンのソル・キャンベルをアーセナルFCへのフリートランスファーで失ったグレン・ホドル監督率いるクラブの守備陣の一角を担った。
2002年3月14日、リヴァプール移籍の際に不正な交渉が行われたとして、同クラブに対し2万ポンド、自身へは1万ポンドの制裁金がリーグ委員会により科された。同年12月26日のチャールトン・アスレティックFCでは後半アディショナルタイムに2枚目のイエローカードを受け退場となるが、この試合では左大腿部を打撲していた。その日の夜に患部の状態が悪化したためクラブドクターに連絡すると、緊急搬送され外科手術が行われる。術後には合併症も生じ一時は足の切断や生命の危機の可能性もあった。

### 母国復帰
2004年6月にボルシア・メンヒェングラートバッハと2年契約を締結し母国へ復帰。しかし足首の故障により12月以降ピッチから離れ、2005年10月に現役引退を表明した。

## 代表経歴
1993年6月10日のブラジル戦でドイツ代表デビューを果たす。翌年のアメリカW杯は故障のため出場できなかったが、1996年のEURO1996初戦のチェコ戦ではウィングバックとして出場し得点を記録するなどドイツの優勝に貢献、1998年のフランスW杯、EURO2000、2002年の日韓W杯などの国際大会にもそれぞれドイツ代表として名を連ね、2002年のワールドカップでは合計3つのアシストを決め、準優勝を果たした。EURO2004においてもルディ・フェラー監督によりメンバーに選出された。

## 指導歴
現役引退後は指導者に転身し、2006年にボルシア・メンヒェングラートバッハのU-17チームで監督を務める。2007年3月には同クラブのスポーツディレクターに就任した。2008年10月からはヨス・ルフカイ監督の解任に伴い、暫定的に監督を2週間のみ務めている。その後コーチに就任するが、2008年12月に同クラブを退団している。
2010年5月26日、アルミニア・ビーレフェルトの監督に就任した。しかし開幕から8試合で1勝に終わり、11月6日のFCアウクスブルク戦に敗れると解任された。
2011年4月よりドイツ代表のU-19チームを率いる。同年8月にはU-18でも指揮を執った。2014年3月に契約が更新されないことが発表され、夏に満了となった。
2014年3月20日、SpVggウンターハヒンクに招聘され、リーグ17位に浮上させ3部残留に導いた。翌シーズンもリーグ下位に推移する中、2015年3月25日に辞任することを表明した。
2015年11月30日、セグンダ・ディビシオンBのCDアトレティコ・バレアレスの指揮官に就任。2017年3月15日、成績不振により解任された。
2017年12月27日、タイ・リーグ1のラーチャブリーFCと契約する。翌年2月23日、2試合を率いた段階でクラブとの合意に基づき退団した。
2019年4月29日、オーストリア・レギオナルリーガ（3部相当）のFCピンツガウ・ザールフェルデンの指揮官に就任。同クラブでは息子のアレッサンドロがプレーしている。

## 人物
・日韓W杯では、頭をモヒカン刈りにして頭髪部分をドイツ国旗の3色（黒・赤・金）に染め上げ注目を集めたが、グループリーグ最終戦のカメルーン戦では坊主頭に変えていた。後のインタビューでは「ロナウドがより奇抜な髪型をしていたのは幸運だった」と語っている。ちなみに、このW杯出場したトルコ代表のウミト・ダヴァラがツィーゲと同じモヒカン刈りにして、日本を破る決勝ゴールを挙げた選手として話題となった。
・子供の頃ACミランのファンであり，自身がACミラン入りするかどうかで父と1本のレモネードを賭けた。結果，25歳の時に彼は本当にミラン入りを果たし，その"賭け"に勝ち，夢を実現させた。

## 代表歴

### 出場大会
- ドイツ代表
  - 1998 FIFAワールドカップ (ベスト8)
  - 2002 FIFAワールドカップ (準優勝)

### 試合数
- 国際Aマッチ 72試合 9得点（1993年-2004年）[30]

| ドイツ代表 | 国際Aマッチ | 国際Aマッチ |
| 年         | 出場        | 得点        |
| ---------- | ----------- | ----------- |
| 1993       | 7           | 0           |
| 1994       | 0           | 0           |
| 1995       | 6           | 1           |
| 1996       | 14          | 2           |
| 1997       | 7           | 0           |
| 1998       | 7           | 1           |
| 1999       | 4           | 3           |
| 2000       | 9           | 1           |
| 2001       | 9           | 0           |
| 2002       | 8           | 1           |
| 2003       | 0           | 0           |
| 2004       | 1           | 0           |
| 通算       | 72          | 9           |

## タイトル
クラブ
バイエルン・ミュンヘン
- ブンデスリーガ : 1993-94, 1996-97
- UEFAカップ : 1995-96

ミラン
- セリエA : 1998-99

リヴァプール
- ワージントン・カップ : 2000-01

ドイツ代表
- UEFA欧州選手権 : 1996